# Johannes Nöhring

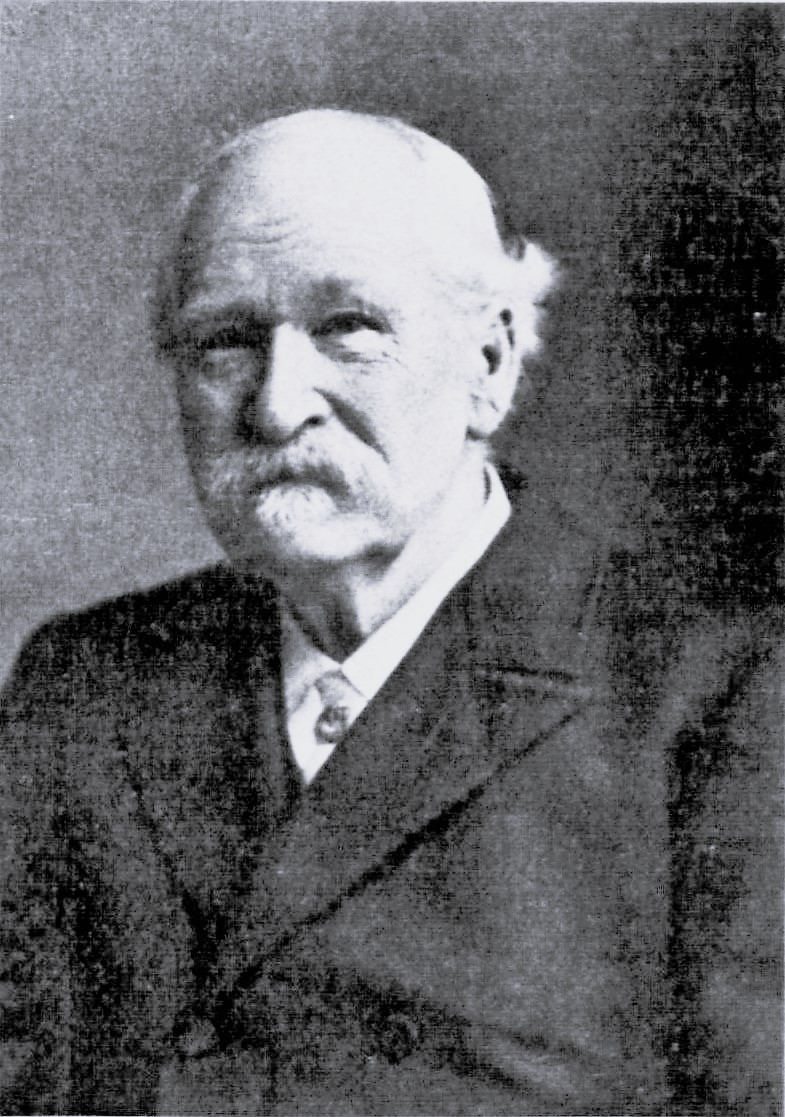
Johannes Nöhring

Johannes Heinrich Franz Nöhring (* 2. Mai 1834 in Wesloe (1913 im lübeckischen Stadtteil Schlutup aufgegangen); † 2. August 1913 in Lübeck) war ein deutscher Architektur- und Kunstfotograf.

## Leben
Nöhring war der Sohn eines Lübecker Soldaten und Forstbediensteten und wuchs ab dem neunten Lebensjahr bei dem Vorgesetzten seines Vaters, dem Förster Carl Hermann Haug, im Forsthaus Waldhusen auf. Nöhring wollte zunächst Künstler werden, aber das notwendige Stipendium für den Besuch einer Kunstakademie wurde ihm 1856 nicht bewilligt. Er wurde so Restaurator und arbeitete während seiner Wanderschaft an der Restaurierung der Elisabethkirche in Marburg mit.
1861 erwarb er das Bürgerrecht seiner Heimatstadt und machte sich als Fotograf selbständig. Neben den damals sehr modernen Porträtaufnahmen fertigte er auch seine ersten Reproduktionen von Lübecker Kunstwerken, so von den in Lübeck befindlichen Werken des Nazareners Friedrich Overbeck und dem Memling-Altar, der sich damals noch im Lübecker Dom befand. Weiter griff er die von Joseph Wilhelm Pero für Lübeck begonnene Sammlung kunsttopographischer Aufnahmen auf und setzte damit dessen Aufnahmen – der mit Aufhebung der Torsperre 1864 – zunehmend bedrohten Profanarchitektur Lübecks fort.
Solche Aufnahmen fertigte er auch von vielen Bauwerken der Gotik und Renaissance in anderen Städten Norddeutschlands an. Die Aufnahmen wurden bis 1871 über den Hamburger Buchhändler Hermann Grüning vertrieben. Danach vermarktete Nöhring seine Arbeiten als Verleger selbstständig und wurde bereits 1873 auf der Wiener Weltausstellung für seine Aufnahmen aus Architektur und Bildender Kunst mit einer Medaille geehrt. 1874 eröffnete er mit Albert Frisch eine Lichtdruckanstalt. Frisch hatte seine Kenntnisse dieser neuen Technologie bei deren Erfinder Joseph Albert erworben. Diese Zusammenarbeit war jedoch nicht von wirtschaftlichem Erfolg gekrönt und nur von kurzer Dauer. Während Frisch in Berlin einen erneuten Versuch unternahm, musste Nöhring in Lübeck seinen Verlag an den Lübecker Buchhändler Carl Bolhoevener veräußern. Bolhoevener verlegte seine geschäftlichen Aktivitäten 1877 nach München, wohin Nöhring ihm für kurze Zeit als Angestellter folgte.
1879 kehrte Nöhring nach Lübeck zurück und gründete erneut eine Lichtdruckanstalt. Dieser zweite Versuch war erfolgreicher, insbesondere seine systematische Aufnahme allen Lübecker Kulturguts wurde nunmehr aufgrund gestiegenen Interesses an der deutschen Geschichte und Kunstgeschichte nachgefragt. Nöhring wirkte als Fotograf und Verleger an der staatlichen Inventarisierung der Kulturgüter sowohl in Mecklenburg – in Zusammenarbeit mit Friedrich Schlie – und in Lübeck mit. Der erste Band der von der Lübecker Baubehörde herausgegebenen „Bau- und Kunstdenkmäler der Hansestadt Lübeck“ erschien 1906 in Johannes Nöhrings Verlag in Lübeck.

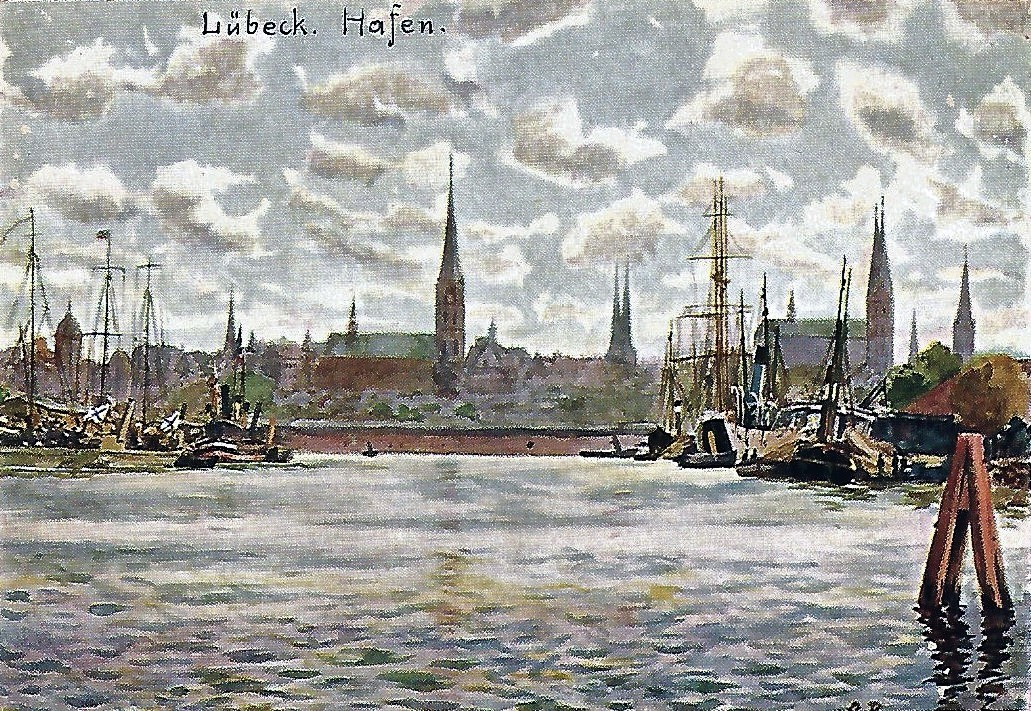
Blick vom Hafen auf Lübeck

Als die Lübecker Künstlerin Elisabeth Reuter vom Senat den Auftrag erhielt, für den Kleinen Kreuzer Nymphe das große Gemälde „Blick auf Lübeck“ anzufertigen, wurde das Bild von Nöhrings Verlag als Postkarte unter dem Titel Lübeck. Hafen. herausgebracht.
Nöhring wurde Nachfolger von Carl Julius Milde als Restaurator in Lübeck. 1904 trat er als Fotograf in den Ruhestand. Den Verlag führte sein Sohn, der Kunsthändler und Verleger Bernhard Nöhring (1866–1938) fort.

## Werke
- Album Hamburger Ansichten (12 Blatt), Hermann Grüning, Hamburg [1869], (Anzeige, Digitalisat)
- Adolph Goldschmidt: Lübecker Malerei und Plastik bis 1530. mit 43 Lichtdrucktafeln von Joh. Nöhring, Lübeck 1889.
- „Sammlung Weber“. Gemälde alter Meister der Sammlung Weber. Lichtdrucke nach Photographien. 4 Lieferungen à 25 Blatt. Druck und Verlag von Joh. Nöhring, Lübeck um 1898[5].
- Album mittelalterlicher Baudenkmale in Photographien. (12 Lieferungen). 1. Lieferung: Marienkirche und Rathaus zu Lübeck, Kommissionsverlag Hermann Grüning[6].
- Karl Rettich Album: eine Auswahl hervorragender Werke des Künstlers. Nöhring, Lübeck 1904 (24 Illustrationen)
- Wald und Meer: 10 Bilder aus der Rostocker Heide / von Prof. K. Rettich. Lichtdruck von Joh. Nöhring, Lübeck